# Kansas (álbum)
Kansas es el álbum debut homónimo de la banda estadounidense de rock progresivo Kansas y fue publicado en 1974 por la discográfica Kirshner Records. Fue relanzado en 2004 por Epic Records.
Este álbum fue promocionado con la leyenda «Kansas is Koming», de hecho fue lanzado un sencillo en vinilo de 7 pulgadas titulado Man the Stormcellars: Kansas is Koming.

## Recepción
Kansas se posicionó en el 174.º lugar del Billboard 200 estadounidense, mientras que los sencillos «Can I Tell You» y «Lonely Wind» no pudieron entrar en el Billboard Hot 100.  Sin embargo, en 1979 una versión en vivo del tema «Lonely Wind» se ubicó en las listas de popularidad.
Kansas fue certificado disco de oro por la Asociación de la Industria Grabada de Estados Unidos 21 años después, el 12 de septiembre de 1995. En Canadá, este álbum también obtuvo la certificación de oro por más de 50 000 copias vendidas en enero de 1979.

## Reedición
La edición del 2004 contiene una canción extra, la cual es una versión en directo de «Bringing it Back» y fue grabada durante un concierto en el Agora Ballroom de Cleveland, Ohio, Estados Unidos en 1979.

## Lista de canciones
| Lado A |                           |                                                      |                                |          |  |
| N.º    | Título                    | Escritor(es)                                         | Voz principal                  | Duración |  |
| 1.     | «Can I Tell You»          | Steve Walsh / Phil Ehart / Rich Williams / Dave Hope | Robby Steinhardt / Steve Walsh | 3:32     |  |
| 2.     | «Bringing It Back»        | J.J. Cale                                            | Robby Steinhardt               | 3:33     |  |
| 3.     | «Lonely Wind»             | Steve Walsh                                          | Steve Walsh                    | 4:16     |  |
| 4.     | «Belexes»                 | Kerry Livgren                                        | Steve Walsh                    | 4:23     |  |
| 5.     | «Journey from Mariabronn» | Walsh / Livgren                                      | Steve Walsh                    | 7:55     |  |

| Lado B |                                    |                 |                    |          |  |
| N.º    | Título                             | Escritor(es)    | Voz principal      | Duración |  |
| 6.     | «The Pilgrimage»                   | Walsh / Livgren | Steve Walsh        | 3:42     |  |
| 7.     | «Aperçu»                           | Walsh / Livgren | Steinhardt / Walsh | 9:43     |  |
| 8.     | «Death of the Mother Nature Suite» | Kerry Livgren   | Steve Walsh        | 7:43     |  |

| Canción extra de la reedición de 2004 |                              |              |                  |          |  |
| N.º                                   | Título                       | Escritor(es) | Voz principal    | Duración |  |
| 9.                                    | «Bringing it Back» (en vivo) | J.J. Cale    | Robby Steinhardt | 9:41     |  |

## Créditos
- Steve Walsh — voz principal y coros, piano, órgano y congas.
- Kerry Livgren — guitarra, piano, órgano, sintetizador Moog y coros.
- Robby Steinhardt — voz principal, violín y coros.
- Rich Williams — guitarra acústica, guitarra eléctrica y coros.
- Dave Hope — bajo y coros.
- Phil Ehart — batería y coros.

### Personal técnico
- Wally Gold — productor.
- Dan Turbeville — ingeniero de sonido.
- Jimmy Lovine — asistente de ingeniero.
- Kevin Herron — asistente de ingeniero.
- Tom Rabstenek — masterización.
- Greg Caldi — masterización.
- Ed Lee — diseño de portada.

## Certificaciones
| País           | Asociación                                | Certificación | Unidades vendidas |
| -------------- | ----------------------------------------- | ------------- | ----------------- |
| Estados Unidos | Recording Industry Association of America | Oro           | 500 000           |
| Canadá         | Canadian Recording Industry Association   | Oro           | 50 000            |

## Listas
| Año  | País           | Lista         | Posición máxima |
| ---- | -------------- | ------------- | --------------- |
| 1974 | Estados Unidos | Billboard 200 | 174.º           |